# Asca (chanteuse)
Asca, de son vrai nom Asuka Ōkura (大倉 明日香, Ōkura Asuka), née le 5 septembre 1996 à Aichi, est une chanteuse japonaise.

## Biographie
Elle a fait ses débuts en 2013 après être devenue finaliste du 5e Grand Prix Animax All-Japan Anisong. Après s'être concentrée sur ses études, elle a repris sa carrière musicale fin 2016. Ses chansons ont été présentées dans de nombreuses séries anime, telles que Sword Art Online, Fate/Apocrypha, Darwin's Game, Edens Zero, et The Irregular at Magic High School.